# David Čolina
David Čolina (Zágráb, 2000. július 19. –) horvát korosztályos válogatott labdarúgó, a horvát Osijek játékosa kölcsönben a német Augsburg csapatától.

## Pályafutása

### Klubcsapatokban
Čolina a horvát fővárosban, Zágrábban született. Az ifjúsági pályafutását a helyi Hrvatski Dragovoljac és Dinamo Zagreb csapatában kezdte, majd a francia Monaco akadémiájánál folytatta.
2019-ben mutatkozott be a Hajduk Split első osztályban szereplő felnőtt keretében. Először a 2019. július 28-ai, Varaždin ellen 3–0-ra megnyert mérkőzésen lépett pályára. Első gólját 2020. november 7-én, a Osijek ellen hazai pályán 1–1-es döntetlennel zárult találkozón szerezte meg. 2023. január 14-én 4½ éves szerződést kötött a német első osztályban érdekelt Augsburg együttesével. Először a 2023. január 22-én, a Borussia Dortmund ellen 4–3-ra elvesztett bajnokin debütált és egyben megszerezte első gólját is a klub színeiben.
2024. január 24-én kölcsönbe került a dán Vejle csapatához. Kölcsönszerződése lejárta után visszatért Augsburgba. Július 20-án visszatért ismét kölcsönbe a Vejlébe, de ezúttal a szezon végéig, vételi opcióval. 2025 júliusában egy szezonra szóló kölcsönszerződés keretében került a horvát Osijek csapatához, a klubnak vásárlási opciója van a megvételére.

### A válogatottban
Čolina az U15-östől az U21-esig több korosztályos válogatottban is képviselte Horvátországot.
2019-ben debütált a horvát U21-es válogatottban. Először a 2019. október 11-ei, Magyarország ellen 4–1-re megnyert mérkőzés félidejében, Domagoj Bradarićot váltva lépett pályára.

## Statisztikák
2023. február 11. szerint
| Klub         | Szezon   | Osztály    | Bajnokság | Bajnokság | Kupa  | Kupa | Nemzetközi | Nemzetközi | Összesen | Összesen |
| Klub         | Szezon   | Osztály    | Meccs     | Gól       | Meccs | Gól  | Meccs      | Gól        | Meccs    | Gól      |
| ------------ | -------- | ---------- | --------- | --------- | ----- | ---- | ---------- | ---------- | -------- | -------- |
| Hajduk Split | 2019–20  | 1. HNL     | 22        | 0         | 1     | 0    | —          | —          | 23       | 0        |
| Hajduk Split | 2020–21  | 1. HNL     | 29        | 2         | 1     | 0    | 2          | 0          | 32       | 2        |
| Hajduk Split | 2021–22  | 1. HNL     | 31        | 0         | 4     | 0    | 2          | 0          | 37       | 0        |
| Hajduk Split | 2022–23  | 1. HNL     | 14        | 1         | 0     | 0    | 3          | 0          | 17       | 1        |
| Hajduk Split | Összesen | Összesen   | 96        | 3         | 6     | 0    | 7          | 0          | 109      | 3        |
| Augsburg     | 2022–23  | Bundesliga | 3         | 1         | 0     | 0    | —          | —          | 3        | 1        |
| Összesen     | Összesen | Összesen   | 99        | 4         | 6     | 0    | 7          | 0          | 112      | 4        |

## Sikerei, díjai
Hajduk Split
- Horvát Kupa
  - Győztes (1): 2021–22

- Horvát Szuperkupa
  - Döntős (1): 2022